# Reisdorf, Luxemburg

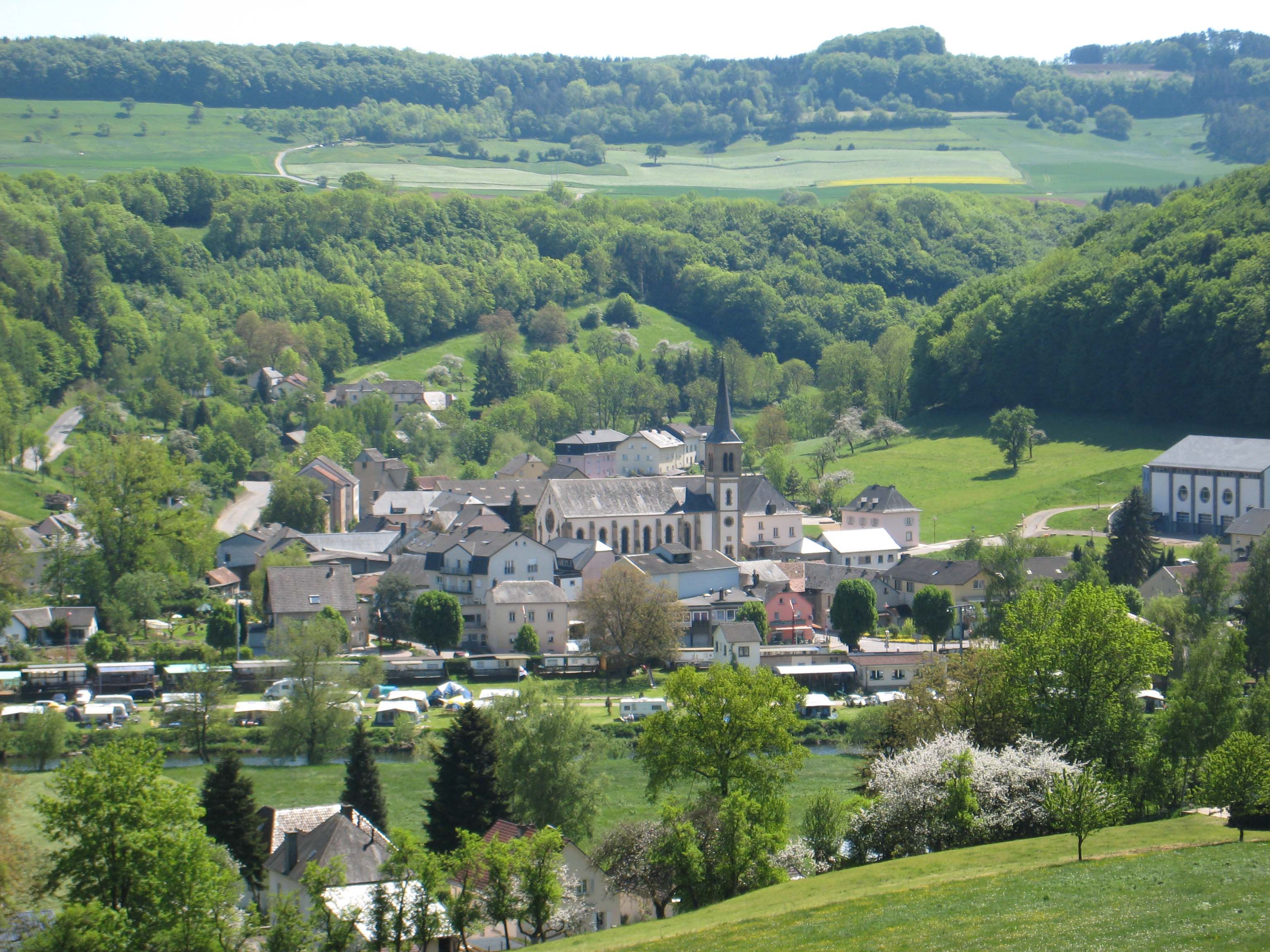

Reisdorf är en kommun i Luxemburg.   Den ligger i kantonen Diekirch och distriktet Diekirch, i den centrala delen av landet, 30 kilometer norr om huvudstaden Luxemburg. Antalet invånare är 854. Arean är 14,8 kvadratkilometer.
Terrängen i Reisdorf är platt söderut, men norrut är den kuperad.

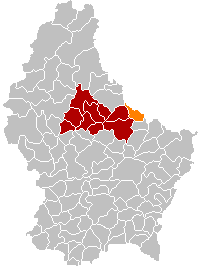
Reisdorf markerad med orange i karta över Luxemburg

I omgivningarna runt Reisdorf växer i huvudsak blandskog. Runt Reisdorf är det ganska tätbefolkat, med 60 invånare per kvadratkilometer.